# I Try to Be Unfriendly
I Try to Be Unfriendly är det första och enda studioalbumet av svenska alternativ rock-bandet Play Dough, utgivet 1997 på Dolores Recordings.
Låten "The Cat in the Hat" är inspirerad av barnboksförfattaren Dr. Seuss' bok Katten i hatten (1957.

## Låtlista
Alla låtar är skrivna av Play Dough.
1. "Horace's Show" - 2:44
2. "Rochester" - 3:44
3. "The Race" - 4:05
4. "Date Your Ex" - 3:57
5. "Claudia, What Have You Done" - 3:53
6. "Tube Revival" - 2:01
7. "Oral Dreams" - 3:37
8. "He Scores" - 3:54
9. "Walking Fleece" - 5:02
10. "The Cat in the Hat" - 3:22

## Medverkande
- Ken Abrink - bas, effekter
- Josefine Bolander - foto
- Göran Finnberg - mastering
- Johan Freiholtz - producent, mixning, gitarr på "Rochester", akustisk gitarr på "Oral Dreams"
- Markus Gustafsson - trummor, slagverk, glockenspiel
- Sven Jansson - producent, mixning
- Gunnar Lindstedt - sång, gitarr, slidegitarr
- Kaisa Stahre - omslagsmålning
- Jessicka Strandell . sång, gitarr, effekter